# Ovroetsj
Ovroetsj (Oekraïens en Russisch: Овруч; Pools: Owrucz) is een stad in de noordelijke oblast Zjytomyr van Oekraïne. Hij ligt in de historische streek Polesië. De bevolking werd in 2021 op ruim vijftienduizend bepaald.

## Geschiedenis
De stad, ontstaan in het Kievse Rijk, werd voor het eerst vernoemd in 977. Na de plundering van Korosten werd het de hoofdstad van de Drevljanen. In de 14e eeuw werd Ovroetsj deel van het groothertogdom Litouwen. In 1483 vernietigden de Krim-Tataren de nederzetting. Het Verdrag van Lublin deelde Ovroetsj in 1569 in bij Wolynië, een provincie van het Pools-Litouwse Gemenebest. In 1641 verleende de Poolse koning Władysław IV Vasa stadsrechten naar het model van Maagdenburg. Ovroetsj was een koninklijke stad van de Poolse Kroon en bezat ook een belangrijk Sint-Basiliusklooster. Bij de tweede deling van Polen in 1793 volgde aanhechting bij het Russische Rijk. Tijdens de Tweede Wereldoorlog slaagde de Joodse jongen Motele Schlein erin meer dan tweehonderd nazi-officieren met springstof te doden in een restaurant in Ovroetsj. De stad had in 1986 te lijden onder de Kernramp van Tsjernobyl en in 2022 onder de Russische oorlog tegen Oekraïne.

## Bezienswaardigheden
Het enige middeleeuwse gebouw van de stad is de Sint-Basiliuskerk, gebouwd in opdracht van Rurik II van Kiev door zijn hofarchitect Pyotr Miloneg in de late jaren 1190. Het bakstenen gebouw is in 1907 zwaar gerestaureerd.

## Bekende inwoners
- Yuri Nemyrych (1612-1659), staatsman in het Pools-Litouwse Gemenebest
- Stefano Ittar (1724-1790), Pools-Italiaans architect
- Vladimir Bogoraz (1865-1936), revolutionair, schrijver en antropoloog
- Oleksandr Lavrynovych (°1956), natuurkundige, jurist en politicus

- Library of Congress Control Number: n2012046250
- Nationale Bibliotheek van Tsjechië: ge726532
- Nationale Bibliotheek van Israël: 987007592510905171
- Virtual International Authority File: 47145602575701362246